# Bayandelger (Sükhbaatar)
Bayandelger (mongol : Баяндэлгэр, Riche étendue) est un sum (district) de l'aïmag (province) de Sükhbaatar dans l'est de la Mongolie. La population du sum est de 4 569 habitants en 2009.

## Climat
Bayandelger a un climat semi-aride froid (BSk selon la classification climatique de Köppen) avec des étés chauds et des hivers très froids. La plupart des précipitations tombent en été sous forme de pluie. Les hivers sont très secs.
| Mois                                            | jan.  | fév.  | mars  | avril | mai  | juin | jui. | août | sep. | oct.  | nov.  | déc.  | année |
| ----------------------------------------------- | ----- | ----- | ----- | ----- | ---- | ---- | ---- | ---- | ---- | ----- | ----- | ----- | ----- |
| Température minimale moyenne (°C)               | −23,4 | −21,3 | −13,1 | −3,3  | 4,8  | 11,2 | 14,4 | 12,8 | 5,5  | −2,6  | −13,3 | −21   | −4,1  |
| Température moyenne (°C)                        | −19,4 | −16,2 | −7,4  | 3,6   | 11,6 | 17,6 | 20,5 | 18,4 | 11,3 | 2,5   | −8,7  | −16,5 | 1,4   |
| Température maximale moyenne (°C)               | −14,3 | −10,2 | −0,4  | 11,4  | 19,5 | 24,7 | 26,9 | 24,7 | 18,2 | 9,6   | −3    | −11,6 | 8     |
| Record de froid (°C)                            | −42,9 | −40,4 | −32,7 | −21,4 | −8   | −0,5 | 5,1  | −1,2 | −8,8 | −21,5 | −34,6 | −40,8 | −42,9 |
| Record de chaleur (°C)                          | 0,2   | 6,7   | 19,6  | 27,4  | 34,4 | 38,9 | 38,8 | 38   | 31,6 | 28,7  | 14    | 3,4   | 28,9  |
| Précipitations (mm)                             | 1,3   | 1,6   | 4     | 6,7   | 12,2 | 31,7 | 55,1 | 52   | 21,2 | 6,8   | 2,2   | 1,5   | 196,3 |
| dont nombre de jours avec précipitations ≥ 1 mm | 0,3   | 0,5   | 0,8   | 1,4   | 2,1  | 4,4  | 7,4  | 6,4  | 3,1  | 1,6   | 0,9   | 0,5   | 29,4  |